# Шепетовский, Иван Владиславович
Шепетовский, Иван Владиславович — командир 80-го лейб-пехотного Кабардинского генерал-фельдмаршала князя Барятинского, ныне Его Величества полка (с 20.06.1916 — по 09.09.1916), участник Первой мировой войны, полковник.

## Биография
Родился 25 июля 1867 года. Католического вероисповедания. Образование получил в Орловском Бахтина кадетском корпусе. В службу вступил 1 сентября 1886 года.
В 1888 году окончил Первое военное Павловское училище (по 1-му разряду). Выпущен в звании подпоручика в 49-й пехотный Брестский полк.
7 августа 1891 года произведен в поручики, с 6 мая 1900 года — в штабс-капитаны. 6 мая 1901 года произведен в капитаны.
Участвовал в русско-японской войне 1904—1905 годов.
На 1 января 1909 года и 1 ноября 1913 года — капитан, командир роты 55-го пехотного Подольского полка.
Участник Первой мировой войны. Произведен в подполковники и до 20 июня 1916 года проходил службу в должности командира батальона 251-го пехотного Ставучанского полка. 5 февраля 1915 года произведен в полковники.
В 1916 году получил в командование 80-й пехотный Кабардинский полк, которым командовал в период с 20 июня по 9 сентября 1916 года.
09 сентября 1916 года отчислен по болезни в резерв чинов при штабе Киевского военного округа.

## Награды
Награждён: Орден Святой Анны 3-й ст. с мечами и бантом (1905), Орден Святого Станислава 2-й ст. с мечами (1905); Орден Святой Анны 2-й ст. (1909); мечами к ордену Святой Анны 2 степени (1916).